# 페르난도 메이소니나

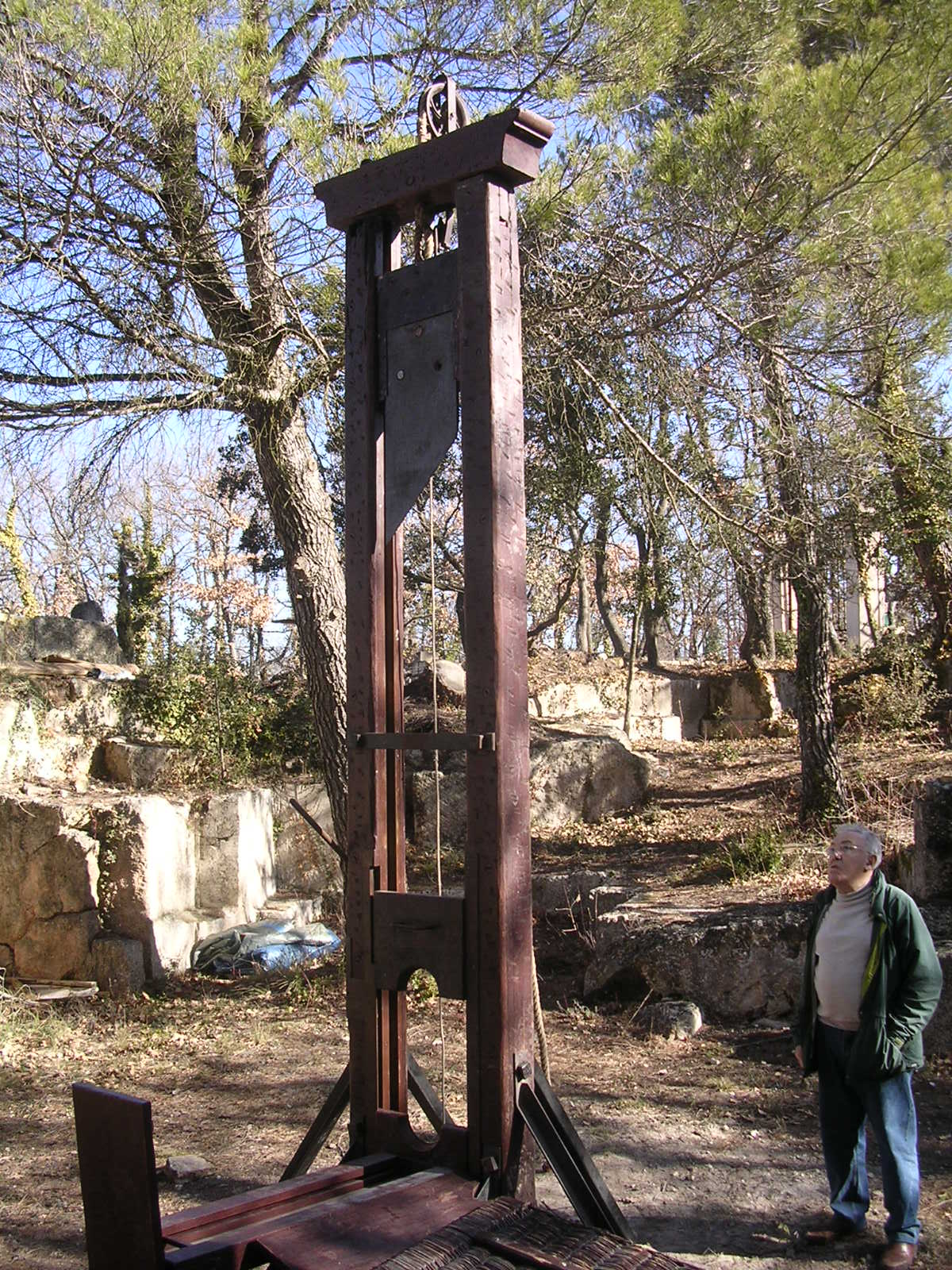
메이소니나가 단두대 옆에 서있다.

페르난도 메이소니나(프랑스어:Fernand Meyssonnier, 1931년 ~ 2008년 8월 8일)은 프랑스령 알제리의 마지막 사형 집행관이었다. 그는 1947년부터 1961년까지 200여번 이상 사행을 집행했다.